# Nikolaï Grigorievitch Repnine-Volkonski
Nikolaï Grigorievitch Repnine-Volkonski est un général russe, né en 1778 et mort le 6 janvier 1845. Il est le petit fils de Nicolas Repnine par sa mère.

## Biographie
Entré de bonne heure au service, il commandait un régiment de la garde russe à la bataille d'Austerlitz, où il fut fait prisonnier. Rendu à la liberté par le traité de Tilsit, il devint en 1809 ambassadeur à la cour de Westphalie, fut placé, pendant la campagne de 1812, sous les ordres de Wittgenstein et fut élevé en 1813 au grade de lieutenant général. Après la bataille de Leipzig, il administra, avec le titre de gouverneur général, le royaume de Saxe, assista plus tard au congrès de Vienne et à l'entrée des alliés dans Paris. 
Il devint en 1816 gouverneur général de la Petite Russie, fonctions qu'il conserva jusqu'en 1835, époque de son entrée au conseil de l'empire. Il avait été promu général de cavalerie en 1828. 

## Source
Grand Dictionnaire universel du XIXe siècle